# Kajüte

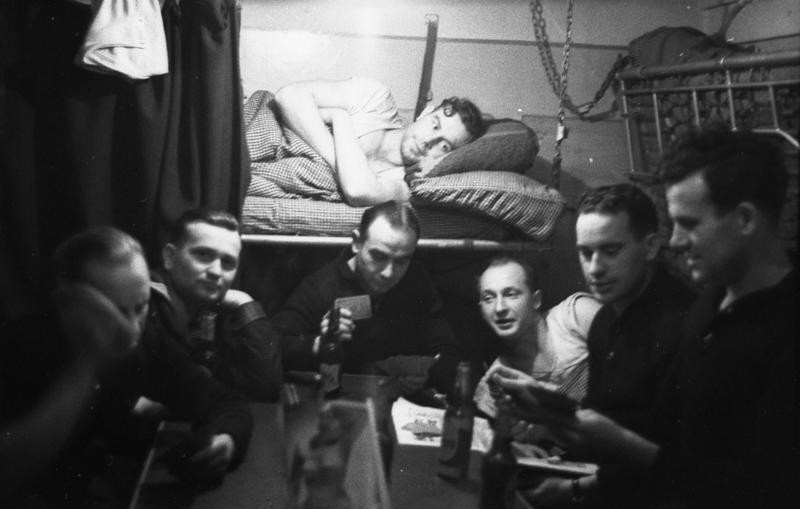
Matrosen im Mannschaftsdeck eines Zerstörers, 1939

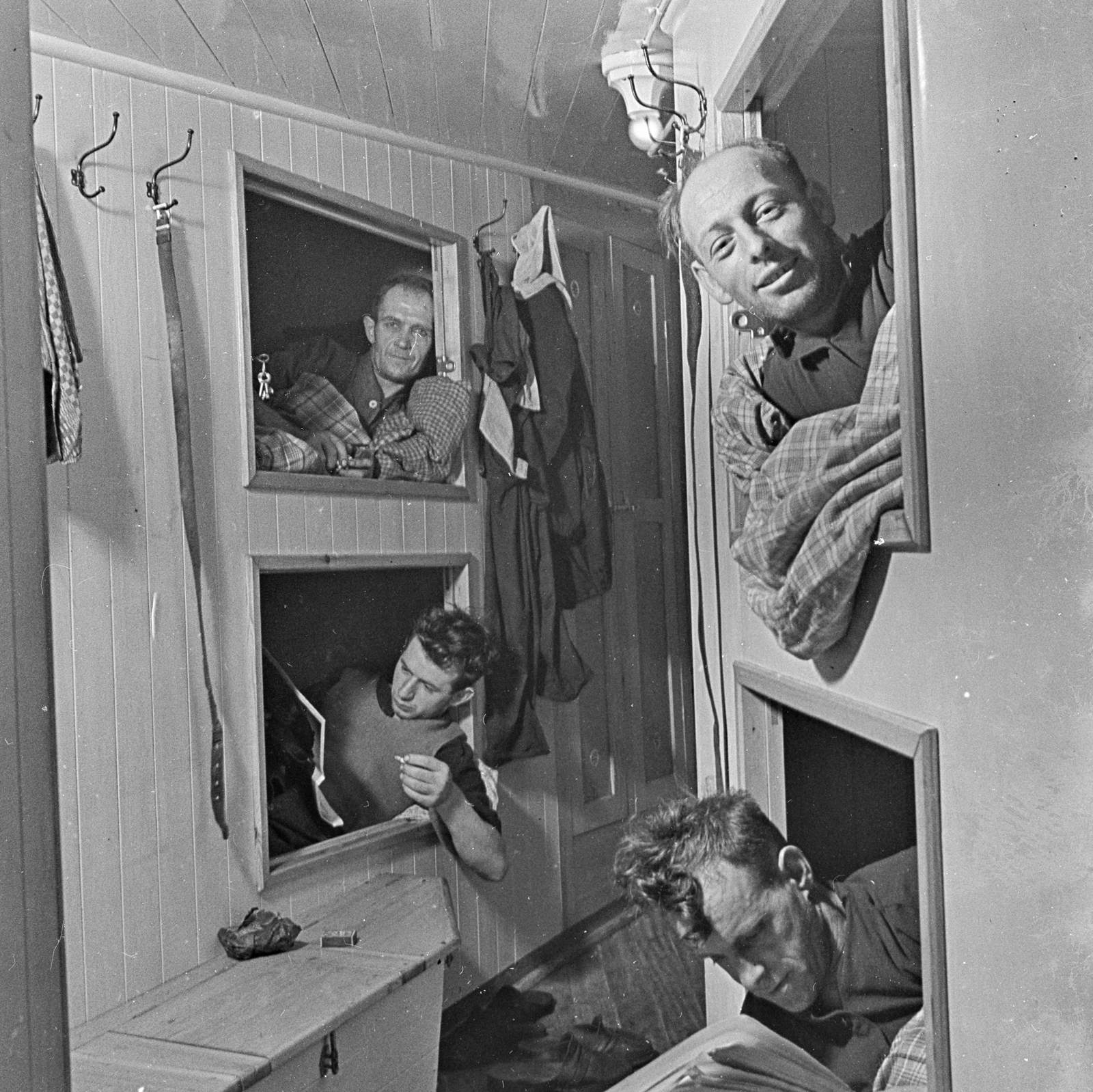
Mannschaftsschlafraum auf dem Fischdampfer PC312 Tirol (1938/39)

Die Kajüte (mittelhochdeutsch: kaiüte, „Wohnhütte“) ist ein Wohn-, Aufenthalts- oder Schlafraum eines Schiffes. Die Herkunft des Wortes ist unsicher, möglicherweise auch von französisch cahute, „schlechte Hütte“.
Je nach Größe des Raumes kann es in einer Kajüte eine Pantry bzw. Kombüse (Küche), mehrere Kojen (Betten) und Kabinen (Zimmer) geben. Bei der Marine werden die Unterkünfte für Matrosen Mannschaftsdeck genannt. Höhere Dienstgrade wie Offiziere haben eine Kammer.
Die Kajüte auf sehr kleinen Freizeit-Schiffen wie z. B. bei einem Jollenkreuzer hat selten Stehhöhe, sondern nur Sitzhöhe. Bei einer noch kleineren Kajüte spricht man von einer Schlupfkajüte, in der man sich ausstrecken und ausruhen oder sogar übernachten kann. Der dann sehr niedrige Aufbau hat den Vorteil eines geringen Luftwiderstandes. Eine sehr kleine Koje in der Nähe des Niedergangs nennt man Hundekoje. Um die Wohnfläche und -höhe zu vergrößern, kann man bei vielen Booten zusätzlich einen zeltartigen Aufbau (Kuchenbude) montieren.
Bei kommerziell genutzten kleinen Schiffen, wie z. B. in der Fischerei, wird die Kajüte häufig klein gehalten, um keinen Laderaum zu verlieren.